# Jim Folsom, Jr.
James Elisha "Jim" Folsom, Jr., född 14 maj 1949 i Montgomery, Alabama, är en amerikansk demokratisk politiker. Han var den 50:e guvernören i Alabama 1993–1995. Han var viceguvernör i Alabama 1987–1993 och 2007–2011.
Fadern Jim Folsom var guvernör 1947–1951 och 1955–1959. Jim Folsom, Jr. utexaminerades 1974 från Jacksonville State University och besegrades i senatsvalet 1980 av republikanen Jeremiah Denton. Folsom tillträdde viceguvernörsämbetet för första gången år 1987.
Guvernör H. Guy Hunt avsattes 1993 och Folsom tillträdde guvernörsämbetet. Konfederationens flagga avlägsnades från delstatens kapitolium och i oktober 1993 meddelades det om byggandet av en Mercedes-Benz-fabrik i Alabama. I guvernörsvalet 1994 förlorade Folsom mot Fob James.
Folsom gjorde politisk comeback år 2006 och valdes till viceguvernör på nytt. Han efterträdde Lucy Baxley i det ämbetet i januari 2007. Folsom beslutade att inte kandidera till guvernör i guvernörsvalet 2010. I stället var han demokraternas kandidat i valet av viceguvernör och besegrades av republikanen Kay Ivey.